# Давудабад
Давудабад (перс. داودآباد, також романізоване як Dāvūdābād і Dāvodābād) — місто в центральному окрузі округу Арак, провінція Марказі, Іран. За даними перепису 2006 року, його населення становило 5517 осіб, що проживали у складі 1535 сімей.